# Supercopa de México 2018-19
La Supercopa MX 2018-19 fue la sexta y última edición de la Supercopa de México, jugada el 14 de julio de 2019. Fue disputado por los campeones de la Copa México Apertura 2018, Cruz Azul, y el ganador de la Supercopa de México 2017-18 el Necaxa, debido a que el campeón América del Clausura 2019 compitió en el Campeón de Campeones. Al igual que las cuatro ediciones anteriores, la Supercopa de México 2018-19 se disputó en formato de una sola etapa en un lugar neutral en los Estados Unidos, repitiendo sede el Dignity Health Sports Park en Carson, California por cuarto año consecutivo.
El resultado dio como ganador al Cruz Azul al vencer cuatro goles a cero al Necaxa, siendo el último campeón de este torneo tras su posterior desaparición.

## Sistema de competición
Disputaron la supercopa los campeones de las copas Apertura 2018 y Clausura 2019. En esta ocasión como en las cuatro ediciones anteriores, la final es a un juego único en Estados Unidos.
El Club vencedor de la Supercopa MX es aquel que en el partido anote el mayor número de goles. Si al término del tiempo reglamentario el partido está empatado, se procede a lanzar tiros penales, hasta que resulte un vencedor.

## Información de los equipos
| Equipo    | Entrenador        | Estadio  | Ciudad           | Patrocinador      | Kit           |
| --------- | ----------------- | -------- | ---------------- | ----------------- | ------------- |
| Cruz Azul | Pedro Caixinha    | Azteca   | Ciudad de México | Cemento Cruz Azul | Joma          |
| Necaxa    | Guillermo Vázquez | Victoria | Aguascalientes   | Rolcar            | Charly Fútbol |

## Partido
| 14 de julio de 2019, 15:00 PT (UTC-8)               | Cruz Azul                                               | 4:0 (2:0) | Necaxa | Dignity Health Sports Park, Los Ángeles                          |                                                                  |
|                                                     | Caraglio 20' · Hernández 44' · Méndez 47' · Escobar 87' | Reporte   |        | Asistencia: 21 000 espectadores Árbitro(s): Diego Montaño Robles | Asistencia: 21 000 espectadores Árbitro(s): Diego Montaño Robles |
| Cruz Azul campeón de la Supercopa MX 2018-19 (4:0). |                                                         |           |        |                                                                  |                                                                  |

|                               |
| Bandera de México             |
| Campeón Cruz Azul 1.er título |